# 余非 (軍事人物)
余非（1912年—2001年），中国人民解放军将领、中国人民解放军开国少将。
曾任中国人民解放军武汉军区空军政委。1955年，授予中国人民解放军少将。